# Phaeothlypis
Phaeothlypis is een voormalig geslacht van zangvogels uit de familie Amerikaanse zangers (Parulidae). De soorten uit het geslacht worden tegenwoordig ingedeeld bij het geslacht Myiothlypis.

## Soorten
De volgende soorten waren bij het geslacht ingedeeld:
- Phaeothlypis fulvicauda (Zeemstuitzanger)
- Phaeothlypis rivularis (Vloedboszanger)